# فهرست بی‌مهرگان آکواریوم آب شیرین

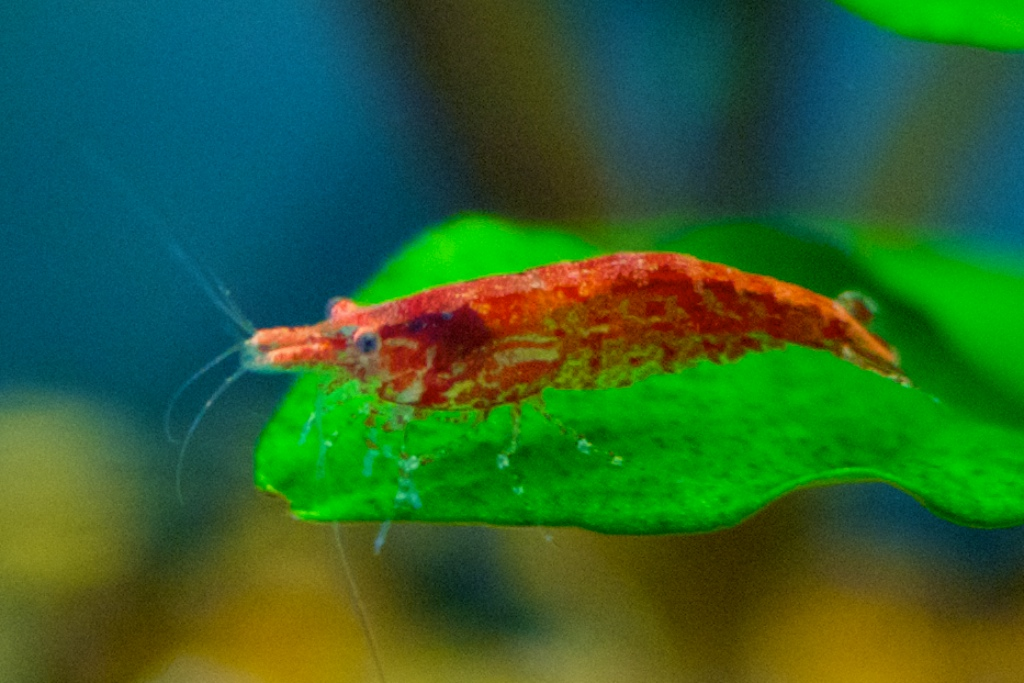
یک عدد میگوی گیلاسی در یک آکواریوم پلنت

این فهرست شامل بی مهرگانی (جانوران بدون ستون فقرات) است که معمولاً توسط علاقمندان به آکواریوم و ماهی‌های زینتی در آکواریوم‌های آب شیرین نگهداری می‌شوند. گونه‌های متعددی از انواع میگو مختلف آب شیرین، خرچنگ‌ها، گونه‌های مختلفی از حلزون‌های آب شیرین و حداقل یک گونه صدف آب شیرین که در آکواریوم‌های آب شیرین یافت و نگهداری می‌شود.
بی‌مهرگان درون آکواریوم علاوه بر اینکه زیبایی و تنوع خاصی به آکواریوم می‌دهد یک مزیت فوق‌العاده مهم برای آکواریوم دارد و آن مسئله نظافت و تمیزکاری است. بی‌مهرگان آکواریوم علی‌الخصوص میگوها با تغذیه از غذای برجای‌ماندۀ ماهی‌ها کمک شایانی در جلوگیری از فساد غذا و پیامد آن جلوگیری گندیدن آب در اثر کمبود اکسیژن و کدر شدن رنگ آب دارند.

## سخت پوستان

### میگو
- Arachnochium kulsiense، میگو شنی
- میگوی بادبزن آفریقایی، (میگوی غول‌پیکر آفریقایی)
- میگوی کوتوله ایبری/اروپایی
- آتیوئیدا پیلیپس، میگو توری سبز
- Atyopsis moluccensis، میگوی بامبو
- کاریدینای سبز، میگو سبز
- میگوی کوتوله مالایی
- کاریدینای راه‌راه، میگو راه‌راه
- میگو پوسوی ساق‌آبی
- کاریدینای پوزه قرمز، میگوی پینوکیو
- کاردینیای پزه سفید
- میگو آمانو
- کاریدینای زنبور عسل، میگوی زنبور عسل
- کاریدینای ببر آبی، میگو ببر آبی
- کاریدینای گورخر چینی، میگو گورخر چینی
- میگوی کوتوله هندی
- میگوی نوارسفید هندی
- میگوی رنگی پوش سولاوسی، میگوی هارلکین سولاوسی
- میگوی کاردینال، میگوی کاردینال سولاوسی
- میگوی سیاه
- میگوی نینجا
- میگوی سانکیست
- میگوی آمانو استرالیایی
- میگوی مالاوا
- میگوی کوتوله سریلانکا
- میگوی باتلاق گینه
- میگوی گورخری آمازون
- میگوی پنجه قرمز
- میگوی زنگ‌زده
- میگوی پنجه‌ای فازی
- میگوی طولانی کارائیب
- ماکروبراکیوم لانچستری
- میگوی صافی کوتوله کارائیب
- میگوی گیلاسی (نوع وحشی)، میگو گیلاس نوع وحشی
- میگو گیلاسی
- میگوی گیلاسی زرد
- میگوی گیلاسی آبی کم‌رنگ تایوان
- میگوی کوتوله مرمری
- میگوی مروارید آبی
- میگوی گلوله برفی
- میگوی علف می‌سی‌سی‌پی
- میگو شیشه‌ای آمازون
- میگوی شبح آمریکایی (شیشه‌ای، علف)
- میگوی گورخری بنفش
- میگوی بینی‌زرد

### خارچنگ (لابستر)
- خرچنگ کم کوتوله
- خرچنگ کوتوله مکزیکی
- خرچنگ ابرنواختر
- خرچنگ گورخری
- خرچنگ پنجه‌قرمز استرالیایی
- خرچنگ آتش زمردی
- خرچنگ پوسته کاغذی
- خرچنگ گونه خاردار
- خرچنگ سیگنالی
- خرچنگ آبی
- خرچنگ Waccamaw
- خرچنگ باتلاق قرمز
- خرچنگ مرمری
- خرچنگ غار میامی

### خرچنگ‌ها
- خرچنگ‌های کوچک تایلندی
- خرچنگ پلنگ
- خرچنگ پوم‌پوم آب شیرین

### آبشش پاها
- Lepidurus apus، میگوی قورباغه طلایی
- Triops longicaudatus، میگوی قورباغه دم‌دراز
- Triops australiensis، میگوی قورباغه استرالیایی
- Triops cancriformis، میگوی قورباغه اروپایی
- Triops granarius، میگوی قورباغه آسیایی
- Triops newberryi، میگوی قورباغه بیابانی
- Branchinella thailandensis، میگوی پری تایلندی
- Branchinecta mackini، میگوی پری قلیایی
- Branchinecta gigas، میگوی غول‌پیکر پری
- Thamnocephalus platyurus، میگوی پری Beavertail
- Streptocephalus sealii، میگوی پری قرمز
- Streptocephalus sp.، میگوی پری دریاچه خشک
- Brachinecta sp.، میگوی پری زمستانی
- دافنیا مگنا، کک بزرگ آبی
- دافنی پولکس، کک معمولی آب
- موینا، کک آبی ژاپنی
- Diplostraca، میگوی صدفی

### جورپایان
- Asellus aquaticus، آبکش
- Trachelipus rathkii, Rathki's Isopod (در سیل‌های دوره‌ای زندگی می‌کند)

### دوجورپایان
- Gammarus pulex، میگوی آب شیرین
- Hyalella azteca، میگوی آب شیرین مکزیکی

### پارو پایان
- Cyclops sp.، کک آب

### خرچنگ هرمیت
- کلیباناریوس فونتیکولا، خرچنگ گوشه‌نشین آب شیرین

## نرم تنان

### شکم پایان
- Asolene spixii (حلزون سیب گورخری)
- Marisa cornuarietis (حلزون سیب رامشورن کلمبیایی)
- گونه Planorbidae (حلزون رامشورن)
- Pomacea diffusa (حلزون سیب با سر سنبله)
- حلزون سیب طلایی (حلزون سیب کانالی)
- گونه‌های Physidae (حلزون‌های مثانه یا قورباغه)
- حلزون‌های برکه ای (حلزون‌های برکه‌ای و ملانتو)
- Lymnaea stagnalis (حلزون برکه ای بزرگ)
- Planorbarius corneus (رامشورن بزرگ)
- Melanoides tuberculata (ملانیا لبه‌قرمز یا حلزون ترومپت مالزیایی)
- Tarebia granifera (ملانیا لحافی یا حلزون ترومپت دم‌سنبله)
- Cipangopaludina malleata (حلزون درپوش ژاپنی)
- تاج کلیتون (حلزون نریت شاخدار)
- Neritina natalensis (حلزون نریت گورخری)
- Vittina semiconica (پیاز قرمز یا حلزون نریت با ردیابی لاستیک)
- Neritina reclivata (حلزون نریت زیتون)
- Neripteron violaceum "Red Lips" (حلزون Nerite لب قرمز)
- Septaria porcellana (لمپت آب شیرین)
- Neritina sp. (حلزون نریت موزاییکی)
- Neritina sp. (حلزون نریت قبیله‌ای)
- بروتیا پاگودولا (حلزون زرهی شاخدار)
- پاکیملانیا بایروننسیس (حلزون آب شیرین غرب آفریقا)
- Neritina Pulligera (نریت تاریک)
- Paludomus sulcatus (حلزون بلا)
- Thiara cancellata (حلزون درب برج مودار)
- تایا ناتیکوئیدها (حلزون پیانو)
- بروتیا هرکوله (حلزون غول‌پیکر کلاهک برج)
- Planorbella duryi (حلزون مینیاتوری رامشورن قرمز)
- گونه‌های Tylomelania (حلزون‌های Tylo یا Sulawesi)
  - Tylomelania sp. پوسو "رنگ زرد"
  - Tylomelania sp. پوسو "فلش نارنجی"
- Tylomelania patriarchalis (حلزون‌های سیاه سولاوسی)
- Cipangopaludina lecythoides (حلزون لوله ببر)
- Faunus ater (حلزون شیطان سیاه)
- آنتوم هلنا (حلزون قاتل)

### دوکفه ای
- سبدک خوشبختی (صدف آسیایی)

## کرم‌ها

### آنلیدها
- باربرونیا وبری، زالوی آب شیرین آسیایی
- Helobdella europaea، زالوی مسطح اروپایی
- Lumbriculus variegatus، کرم سیاه کالیفرنیا
- کرم لجن